# Engelbert de la Mark
Engelbert III de la Mark(altres ortografies van der Mark, von der Mar(c)k), (nascut el ±1304- mort el 25 d'agost de 1368) va ser príncep-bisbe del Principat de Lieja de 1345 a 1364 i Arquebisbe de Colònia de 1364 fins a la seva mort.
Era el segon fill del comte Engelbert II de la Mark i de Matilde d'Arenberg, als afores de Lovaina. Com de costum, per ell només quedava la carrera eclesiàstica, la successió al comtat era reservada al primogènit.
El 1332, a l'edat de 28 va esdevenir prebost al capítol de Sant Lambert a Lieja, sostingut pel seu oncle, el príncep-bisbe Adolf II al qual va succeir el 1345. Va ser nominat des d'Avinyó per Climent VI, sense concertació amb el capítol. «A cap bisbat alemany la mudança del papa vers Avinyó va tenir conseqüències més perjudicials que a Lieja. No sol·licitat, va enviar-li […] el nebot del bisbe anterior, un favorit francès. Malgrat que feia mals averanys, el capítol havia d'ésser content amb la injunció del papa i del rei de França»

## Lieja: la lluita contra els estaments continua
Engelbert va continuar la política de confrontació del seu tio i, com ell no va respectar els estatuts de la Pau de Fexhe als estats del 30 de març de 1346. Així va suscitar un aixecament general de les Bones Viles que van aliar-se amb les viles brabançones Lovaina i Brussel·les. El 19 de juliol següent, el bisbe va patir una desfeta contra les milícies de Lieja i d'Huy. Engelbert va haver de fugir. Al setembre, les milícies van destruir els castell de Clermont-sous-Huy, a penes eixamplat i fortificat per a Adolf, després el d'Hamal i el de Chokier. El juny, Joan Piacentini, arquebisbe de Ravenna i delegat del papa va arribar a Lieja per a temptar de reconciliar els estaments amb el sobirà, sense èxit. El juliol de 1347 les milícies van incendiar el castell d'Argenteau, des del qual un senyor-rapinyaire tenia el costum d'extorquir un peatge als navegants al Mosa i que s'havia aliat amb els Limburguesos per a atacar Lieja al seu flanc oriental.
El 21 de juliol de 1347, a Tourinnes o Waleffe, les milícies van estar en desavantatge contra una coalició d'Engelbert i el duc de Brabant. Després de la desfeta de les milícies, Waremme està incendiada. Deu mil liegesos haurien mort. El tractat Pau de Waroux va restaurar quasi tot el poder absolut del sobirà, tret de les llibertats ancianes, que elles almenys van ser confirmades; que la lliga de les Bones Viles pot continuar d'existir i que les decisions de la justícia han de ser registrades. De més, Lieja va haver de pagar un ban de 150.000 florins d'or. El duc de Brabant va ocupar la bona vila de Sint-Truiden i destituir el consell dels tinents del burgmestre. El 1349, la pesta negra va delmar la població i apaivagar fins a cert punt els conflictes.
El 17 de gener de 1361, Teodoric de Heinsberg, el darrere comte de Loon va morir sense hereu. El seu parent més proper, Jofré de Dalenbroek va pretendre al comtat. Aquesta vegada, les milícies i l'exèrcit del bisbe van fer causa comuna i junts van ocupar les ciutats looneses d'Hasselt, Bilzen, Stokkem i Maaseik. Beringen obté l'estatut de Bona Vila i el 16 de gener, Sint-Truiden va recobrar el seu consell. En tornar victoriós a Lieja, Engelbert va baixar les tarifes que els escabins havien augmentat i va prendre unes mesures per a contenir l'avarícia escabinal i fixar arbitris equitables. Mentrestant el 1362, Dalenbroek va vendre els seus drets sobre Loon al senyor Arnau de Rummen que va reivindicar el territori que considerava seu. Englebert va declarar nul·la aquesta venda. Ambdós camps van enviar delegats prop de l'emperador Carlos IV a Praga que va atorgar el comtat de Loon definitivament al principat de Lieja. Als estats de maig 1364, Engelbert va anunciar la seva promoció com a arquebisbe de Colònia.
Durant el període de sede vacante, Arnold de Rummen va tornar a ocupar Loon, però les milícies de Lieja, conduïdes per quatre canonges, van assetjar Herk-de-Stad fins a la rendició. Arnold havia fugit.

## Colònia percaçada i aviat perduda
Ja havia temptat una primera vegada de postular la seu de Colònia el 1362, però el seu nebot, Adolf III de la Mark va guanyar el sufragi. Quan aquest va marxar el 1364 per a esdevenir comte de Clèveris, Engelbert va guanyar el plet i Urbà V va nomenar-lo. Malalt i vell, no era gaire capaç d'administrar el bisbat tan enyorat i ja el 1366 el capítol li va imposar la tutela d'un coadjutor, que entre d'altres tenia la missió de mitjançar entre els de la Mark i els d'Arnsberg.
El 25 d'agost de 1368, Adolf va morir Brühl i va ser sebollit a la catedral de Colònia.